# Katumajärvi (Hämeenlinna, Vanaja)
Le lac Katuma (finnois : Katumajärvi) est un lac situé à Hämeenlinna, en Finlande,,.

## Présentation
Le lac fait partie du bassin versant du Kokemäenjoki. 
Il a une superficie de 378 hectares et son niveau d'eau est de 81,0 mètres d'altitude. 
Sa profondeur moyenne est de 7,1 mètres et son volume d'eau à altitude normale est de 26,7 millions de mètres cubes, soit 0,026 km3.
Huit fossés se jettent dans le lac, dont le Myllyjoki est le plus important.
Le lac compte quatre îles, qui sont Eevansaari, Puketti, Saunasaari et Tuomarinsaari.
Le périmètre des rives du lac est de 17,5 kilomètres. 
Les rives occidentales du lac appartiennent au centre d'Hämeenlinna. 
Lse rives orientales sont un peu construites de chalets de vacances.